# 四国メディカルサポート
有限会社四国メディカルサポート（しこくメディカルサポート）は、徳島県徳島市に本社を置く薬局・カフェ等を運営している企業。

## 沿革
- 2006年 - 会社設立。
- 2007年 - 徳島市にひかり薬局を開局。
- 2007年 - 徳島市にロールカフェをオープン。

## 事業

### ひかり薬局
2007年2月、徳島市にひかり薬局第一号店である山城店を開局。同年9月には大阪府に柏原店、2008年には兵庫県に東灘店、2010年には香川県に善通寺店を開局。
- ひかり薬局山城店
  - 〒770-8055 徳島市山城町西浜傍示173番地13
- ひかり薬局八万店 
  - 〒770-8076 徳島市八万町内浜18番地1
- ひかり薬局国府店
  - 〒779-3125 徳島市国府町早淵字池久保33番地5
- ひかり薬局東灘店
  - 〒658-0011 兵庫県神戸市東灘区森南町1丁目6番地2F甲南
- ひかり薬局善通寺店
- 〒765-0053 香川県善通寺市生野町1852－1

### ロールカフェ
2007年に徳島市のアミコ専門店街にロールカフェをオープン。2008年に同市内に工房オリジナルケーキの販売店であるスイーツ工房ロールカフェをオープン。
- ロールカフェ アミコ店
  - 〒770-0834 徳島市元町1-24アミコ専門店街1F
- Sweets & Vegetable Garden ロールカフェ
  - 〒770-8053 徳島市沖浜東2丁目3番地
- ロールカフェ スイーツ工房
  - 〒770-0804 徳島市中吉野町2丁目9-7